# Rosa Matteucci
Rosa Matteucci est une écrivain italienne née à Orvieto en 1960.
Son premier roman, Lourdes obtient le prix Bagutta et le prix Grinzane Cavour. En 2007, Cuore di mamma (Un amour de mère) reçoit le prix Grinzane Cavour et le prix Napoli.
Elle a tenu un rôle dans les films J'aime travailler (2004), réalisé par Francesca Comencini, et Le Tigre et la Neige (2005), réalisé par Roberto Benigni.

## Publications
- 1998 :  Lourdes, Adelphi, Milan.
- 2003 :  Libera la Karenina che è in te, Adelphi, Milan.
- 2006 : Cuore di mamma, Adelphi, Milano.
- 2008 : India per signorine, Rizzoli, Milan.
- 2010 : Tutta mio padre, Bompiani, Milan.
- 2012 : Le donne perdonano tutto tranne il silenzio, Giunti, Milano.
- 2016 : Costellazione familiare, Adelphi, Milano.
- 2022 : La vita vince ancora una volta, Massa, Industria & Letteratura.
- 2025 :  Cartagloria, Adelphi, Milan, 2025.

## Œuvres traduites en français
- Lourdes, [« Lourdes »], trad. de Lise Chapuis, Paris, Christian Bourgois Éditeur, 2002, 177 p.  (ISBN 2-267-01621-4)
- Libère la Karénine qui est en toi, [« Libera la Karenina che è in te »], trad. de Lise Chapuis, Paris, Christian Bourgois Éditeur, 2005, 200 p.  (ISBN 2-267-01748-2)
- Un amour de mère, [« Cuore di mamma »], trad. de Lise Chapuis, Paris, Christian Bourgois Éditeur, 2009, 109 p.  (ISBN 978-2-2670-2052-6)

## Sources
- (it) Cet article est partiellement ou en totalité issu de l’article de Wikipédia en italien intitulé « Rosa Matteucci » (voir la liste des auteurs).